# Angela Schneider (Ruderin)
Angela „Angie“ Schneider (* 28. Oktober 1959 in St. Thomas, Ontario) ist eine ehemalige kanadische Ruderin.

## Karriere
Die 1,80 m große Angela Schneider belegte bei den Weltmeisterschaften 1983 den vierten Platz mit dem kanadischen Achter. Im Jahr darauf bildeten bei den Olympischen Spielen 1984 in Los Angeles Marilyn Brain, Angela Schneider, Barbara Armbrust, Jane Tregunno und Steuerfrau Lesley Thompson den kanadischen Vierer mit Steuerfrau. Die Kanadierinnen erkämpften die Silbermedaille mit zwei Sekunden Rückstand auf die rumänischen Olympiasiegerinnen. 1986 belegte Schneider mit dem kanadischen Achter den dritten Platz bei den Commonwealth Games und den fünften Platz bei den Weltmeisterschaften.
Angela Schneider betrieb am College hauptsächlich Leichtathletik und begann mit dem Rudersport erst an der University of Western Ontario. 1982 graduierte sie in Bewegungswissenschaft und Philosophie. In beiden Fächern nahm sie einen Masters-Studiengang auf, den sie 1984 bzw. 1986 abschloss. 1993 promovierte sie in Ethik und Philosophie. Seit 1997 lehrte sie an ihrer Universität. Daneben übernahm sie Aufgaben beim Internationalen Zentrum für Olympische Studien und bei der Welt-Antidoping-Agentur. Dabei blieb sie auch im Seniorenbereich als Ruderin aktiv.